# Ghiacciaio Astakhov
Il ghiacciaio Astakhov è un ghiacciaio situato sulla costa di Oates, nella regione nord-occidentale della Dipendenza di Ross, in Antartide. In particolare, il ghiacciaio, il cui punto più alto si trova a circa 1600 m s.l.m., ha origine nel versante orientale della dorsale degli Esploratori, nella parte settentrionale dei monti Bowers, e da qui fluisce dapprima verso est-nord-est, partendo dal versante settentrionale del monte Hager, per poi deviare verso nord in prossimità dell'estremità occidentale della dorsale Platypus e gettarsi nella baia Ob'.

## Storia
Il ghiacciaio Astakhov è stato mappato per la prima volta dallo United States Geological Survey grazie a fotografie aeree scattate dalla marina militare statunitense (USN) nel periodo 1960-65, e così battezzato dal comitato consultivo dei nomi antartici in onore di Petr Astakhov, scienziato sovietico in visita presso la base Amundsen-Scott nel 1967.